# 岸田翔太郎
岸田 翔太郎（きしだ しょうたろう、1991年〈平成3年〉1月14日 - ）は、日本の議員秘書。慶應義塾大学法学部卒業。広島県広島市出身。第100・101代内閣総理大臣の岸田文雄・岸田裕子夫妻の長男で、弟が2人いる。

## 来歴
広島県広島市生まれ。修道高等学校卒業。2014年（平成26年）、慶應義塾大学法学部政治学科卒業。大学を卒業後は三井物産に入社。2020年（令和2年）3月に三井物産を退職し父である衆議院議員の岸田文雄の事務所に入って公設秘書となる。
2022年（令和4年）10月4日、政務担当の内閣総理大臣秘書官に就任。総理大臣の子供が内閣総理大臣秘書官に任命されるのは福田達夫以来である。
2023年（令和5年）6月1日、内閣総理大臣公邸で親族と忘年会を開き、赤じゅうたんの敷かれた階段にて組閣写真に似た記念撮影（いわゆる「組閣ごっこ」）をするなどの行動の責任をとり、内閣総理大臣秘書官を辞職。後任に翔太郎の前任であった山本高義が内閣総理大臣秘書官に任命された。広島県内でイヤホンを装着したまま自転車に乗るという広島県道路交通法に抵触する行為を行い事務所に苦情が入ったことが判明した。